# Михаил IX Палеолог
Михаил IX Палеолог (на гръцки: Μιχαήλ Θ΄ Παλαιολόγος) е византийски император от 1295 до 1320 г. Съуправител на своя баща Андроник II Палеолог. Храбър войн, който претърпява поражение във всичките си битки поради плачевното състояние на ромейската армия. Тъй като умира преди баща си, никога не е управлявал самостоятелно. Някои моменти от живота му са описани в „Ромейска история“ на историка Никифор Григора (1295 – 1360).

## Управление
През 1303 г. Андроник II взема на служба каталонски наемници за борба с турците. Скоро след пристигането си обаче каталонците започват да плячкосват византийските селища подобно на турците. По време на преговори в Адрианопол през април 1305 г. техният предводител, кондотиерът Роже дьо Флор, е убит по заповед на Андроник II. Каталонците тогава се съюзяват с турците и се укрепват в крепостта Галиполи, откъдето започват набези срещу Тракия. Михаил IX Палеолог събира набързо войници от Тракия и Македония и се отправя към Апрос (край дн. Текирдаг), където лагерували каталонците. Михаил IX загубва битката и е принуден да се оттегли. Каталонците продължават да опустошават Тракия до 1308 г., когато се оттеглят в Тесалия.
Веднага след тяхното оттегляне Тракия е отново нападната от турците на Осман I. Михаил IX събира многобройно селско опълчение и се опитва да изтласка турците, укрепили се на европейския бряг на Дарданелите. Било достатъчно да се появи турската конница и селското опълчение се разбягва. Турците пленяват много знатни ромеи, императорската хазна и императорската шатра. Михаил IX Палеолог се оттегля в Солун, където живее в уединение до края на дните си.

## Смърт
Според Острогорски в семейна трагедия за Палеолозите двамата внуци на император Андроник II се скарват след любовна афера и в сблъсъка им Михаил Палеолог загива. Баща им, престолонаследникът Михаил IX, също не преживява инцидента, а провинилият се Андроник Палеолог е обезнаследен от дядо си. Това води до Първата гражданска война на Палеолозите.